# Althair & Alexandre
Althair & Alexandre (antes chamados de Ataíde & Alexandre) é uma dupla de cantores de música sertaneja do Brasil atualmente formada pelos irmãos Claudemir Marçal, o Althair (Belo Horizonte, 13 de fevereiro de 1970) e Laudarcy Ricardo de Oliveira, o Alexandre (Carmo do Rio Claro, 26 de julho de 1955).
A dupla se iniciou no início da década de 1980, originalmente por Alexandre e pelo cantor Ataíde.
Alguns de seus grandes sucessos são "Deus Me Livre", "Tá Nervoso...Vai Pescá", "Laço Aberto", "Doces Palavras", "Rosas e Versos", "Luzes da Ribalta", "Táxi", Madrugada Amiga", "Estrada do Amor", "Você Marcou pra Mim", "Amor Carrapicho", entre outros. A música "Deus Me Livre" foi regravada pelo grupo Raça Negra.

## Carreira

### Início e primeira formação
Ataíde começou a tocar viola com oito anos de idade. Alexandre começou a cantar aos 15 anos, e aprendeu a tocar violão de forma autodidata. 
Ataíde chegou a Campinas em 1965 e cantava nos bares e restaurantes da cidade, até conhecer o Alexandre em um show de circo, em 1978, e formarem a dupla Ataíde e Alexandre.
Em 1982, Alexandre participou do programa "Linha Sertaneja Classe A", na Rádio Record, do qual participavam muitos nomes importantes na época.
Em 1983, lançaram pela RCA o primeiro disco, onde se destacou a composição "Fingindo Dormir", de Marciano e Darci Rossi. Com o sucesso obtido, receberam o troféu "Meninos da Porteira", como dupla revelação do ano.
Em 1984, gravaram o segundo disco, desta vez pela gravadora Continental.
Em 1985, alcançaram sucesso com a composição "Você Marcou Pra Mim", mesmo nome de seu terceiro disco, e com o qual ganharam o primeiro disco de ouro.

### "Novo" Ataíde
Em 1990, a dupla se desfez, com a saída de Ataíde. Alexandre formou durante dois meses uma dupla com Zezé di Camargo, que não foi adiante. Com a volta de Zezé di Camargo para Goiânia, Alexandre acabou procurando seu irmão Althair, e que já fizera parte da banda que acompanhava a dupla anterior, fazendo backing vocals.
Em 1991, lançaram o LP Rosas e Versos, pela Continental.
Em 1996, a dupla lançou o primeiro disco, pela gravadora Velas, com destaque para as composições "Não Brinque Comigo" e "Página Rasgada", parcerias de Alexandre e Rick (Rick & Renner) e João Paulo (João Paulo & Daniel).
Alexandre tornou-se um dos compositores de maior sucesso no mundo sertanejo nos anos 1990, tendo cerca de 1500 composições gravadas por variados artistas (tendo Rick da dupla Rick & Renner como um de seus principais parceiros), entre as quais "Cicatriz", com Renê & Ronaldo; "Hoje Eu Sei", por João Paulo & Daniel; "Paixão", com Gilberto & Gilmar; "Cara de Pau" e "De mal com você", com Rick & Renner; "Página de Amigos", com Chitãozinho & Xororó; "Deus Me livre", pelo grupo Raça Negra;  "Ô de Casa, Ô de Fora", por Rionegro & Solimões; "Amor de Violeiro", por Eduardo Costa; "Quem Disse Que Esqueci", por Milionário & José Rico; "Apaixonado por Você", por Gino & Geno; e "E Deus Por nós", com Zezé di Camargo & Luciano.
Nos anos 1990 e 2000, fizeram shows por todo o Brasil e apresentaram-se em programas de alta audiência em quase todos os canais da TV aberta, tais como Domingão do Faustão, Viola, Minha Viola e Programa Raul Gil.
Em janeiro de 2006, gravam o primeiro DVD da carreira.
Em março de 2010, participaram da gravação do DVD Direito de Viver, no Credicard Hall, em São Paulo, em homenagem aos 10 anos do projeto do Hospital do Câncer de Barretos, que leva o mesmo nome do disco. Da gravação, participaram artistas consagrados como Amado Batista, Bruno & Marrone, César Menotti & Fabiano, Cezar & Paulinho, Chitãozinho & Xororó, Daniel, Edson, Eduardo Costa, Fábio Jr, Fernando & Sorocaba, Gian & Giovani, Gino & Geno, Guilherme & Santiago, Hudson & Rolemax, Hugo & Tiago, Jorge & Mateus, Juliano Cezar, KLB, Leonardo, Milionário & José Rico, Rick & Renner, Rionegro & Solimões, Roberta Miranda, Sérgio Reis, Teodoro & Sampaio, Victor & Leo e Zé Henrique & Gabriel.
Em 2012, gravaram o DVD Ataíde & Alexandre – Ao Vivo em Vitória, o 25º da carreira, e que teve participações de Ricardo Chaves e Grupo Forró Namoro Novo, além de um depoimento de Zezé di Camargo.

### Althair & Alexandre
Em agosto de 2016, a dupla passou a se chamar Althair & Alexandre. O motivo da troca de nome é referente a uma ação judicial que Ataíde, ex-integrante, abriu, na qual não utilizasse mais seu nome.

## Discografia
- 1983 - Meu Caminho
- 1984 - Marcas de Batom
- 1986 - Ataíde e Alexandre - Volume 3
- 1988 - Ataíde e Alexandre - Volume 4
- 1989 - Ataíde e Alexandre - Volume 5
- 1991 - Rosas e Versos
- 1996 - De Cara Nova
- 1998 - Deus Me Livre
- 1999 - Popularidade
- 2000 - Laço Aberto
- 2001 - Estrada do Amor
- 2002 - Bailão do Ataíde & Alexandre
- 2002 - Versão Acústica
- 2003 - Tá Nervoso... Vai Pescá!
- 2003 - Momento Especial
- 2004 - Amor de Arrepiar
- 2005 - Festa de Sucessos
- 2006 - Recomeçar
- 2007 - Do Jeito Que a Galera Gosta
- 2008 - Portas e Janelas
- 2009 - Ao Vivo em Vitória
- 2010 - Momento Especial II
- 2011 - Amadurecidos
- 2013 - Intuição
- 2014 - Nos Bares da Vida
- 2016 - Majestade a Mulher
- 2018 - Simplesmente Sertanejo
- 2019 - Ensaio Tour 2019
- 2024 - Ensaio Tour 2024